# گائتانو وازاری
گائتانو وازاری (انگلیسی: Gaetano Vasari؛ زادهٔ ۹ ژانویهٔ ۱۹۷۰) بازیکن فوتبال اهل ایتالیا است.
از باشگاه‌هایی که در آن بازی کرده‌است می‌توان به باشگاه فوتبال تراپانی، باشگاه فوتبال لچه، باشگاه فوتبال کالیاری، باشگاه فوتبال سمپدوریا، باشگاه فوتبال چزنا، و باشگاه فوتبال پالرمو اشاره کرد.